# Ardisia rubricaulis
Ardisia rubricaulis är en viveväxtart som beskrevs av S.Z.Mao och C.M.Hu. Ardisia rubricaulis ingår i släktet Ardisia och familjen viveväxter. Inga underarter finns listade i Catalogue of Life.